# Copa Internacional de Palestina 2012
La Copa Internacional de Palestina 2012 también conocida por el nombre de Copa Al Nakba 2012 (en árabe: بطولة فلسطين الدولية 2012) fue un torneo amistoso de fútbol organizado por Palestina. 
Uzbekistán ingresó en el Grupo B, pero se retiró antes de la primera fecha, lo que significó que Sri Lanka pasó del Grupo A al Grupo C y Mauritania pasó del Grupo C al Grupo B.

## Participantes
| África - Mauritania - Túnez | Asia - Kurdistán - Indonesia - Jordania - Pakistán - Palestina - Sri Lanka - Uzbekistán (se retiró) - Vietnam |

## Fase de grupos

### Grupo A
| Selección       | PJ | PG | PE | PP | GF | GC | Dif. | PTS |
| --------------- | -- | -- | -- | -- | -- | -- | ---- | --- |
| Palestina       | 2  | 1  | 1  | 0  | 4  | 2  | +2   | 4   |
| Pakistán sub-22 | 2  | 0  | 2  | 0  | 2  | 2  | 0    | 2   |
| Vietnam         | 2  | 0  | 1  | 1  | 0  | 2  | −2   | 1   |

| Fecha              | Estadio                                  | Local           | Marcador | Visita          |
| ------------------ | ---------------------------------------- | --------------- | -------- | --------------- |
| 14 de mayo de 2012 | Estadio Internacional Faisal Al-Husseini | Palestina       | 2-0      | Vietnam sub-19  |
| 16 de mayo de 2012 | Estadio Majed Asad                       | Pakistán sub-22 | 0-0      | Vietnam sub-19  |
| 18 de mayo de 2012 | Estadio Internacional Dora               | Palestina       | 2-2      | Pakistán sub-22 |

### Grupo B
| Selección  | PJ | PG | PE | PP | GF | GC | Dif. | PTS |
| ---------- | -- | -- | -- | -- | -- | -- | ---- | --- |
| Kurdistán  | 2  | 1  | 1  | 0  | 4  | 2  | +2   | 4   |
| Indonesia  | 2  | 1  | 1  | 0  | 3  | 1  | +2   | 4   |
| Mauritania | 2  | 0  | 0  | 2  | 1  | 5  | −4   | 0   |

| Fecha              | Estadio                     | Local      | Marcador | Visita     |
| ------------------ | --------------------------- | ---------- | -------- | ---------- |
| 15 de mayo de 2012 | Estadio Hussein Bin Ali     | Kurdistán  | 3-1      | Mauritania |
| 17 de mayo de 2012 | Estadio de fútbol de Nablus | Mauritania | 0-2      | Indonesia  |
| 19 de mayo de 2012 | Estadio Internacional Dora  | Indonesia  | 1-1      | Kurdistán  |

### Grupo C
| Selección       | PJ | PG | PE | PP | GF | GC | Dif. | PTS |
| --------------- | -- | -- | -- | -- | -- | -- | ---- | --- |
| Tunís sub-20    | 2  | 2  | 0  | 0  | 3  | 0  | +3   | 6   |
| Jordania sub-22 | 2  | 1  | 0  | 1  | 2  | 2  | 0    | 3   |
| Sri Lanka       | 2  | 0  | 0  | 2  | 0  | 3  | −3   | 0   |

| Fecha              | Estadio                                  | Local           | Marcador | Visita          |
| ------------------ | ---------------------------------------- | --------------- | -------- | --------------- |
| 16 de mayo de 2012 | Estadio Internacional Faisal Al-Husseini | Tunéz sub-20    | 2-0      | Jordania sub-22 |
| 18 de mayo de 2012 | Estadio Internacional Faisal Al-Husseini | Jordania sub-22 | 2-0      | Sri Lanka       |
| 20 de mayo de 2012 | Estadio de fútbol de Nablus              | Tunéz sub-20    | 1-0      | Sri Lanka       |

### Clasificación de segundos colocados
| Selección | PJ | PG | PE | PP | GF | GC | Dif. | Pts. |
| --------- | -- | -- | -- | -- | -- | -- | ---- | ---- |
| Indonesia | 2  | 1  | 1  | 0  | 3  | 1  | +2   | 4    |
| Jordania  | 2  | 1  | 0  | 1  | 2  | 2  | 0    | 3    |
| Pakistán  | 2  | 0  | 2  | 0  | 2  | 2  | 0    | 2    |

## Fase final

### Semifinales
| 22 de mayo de 2012 | Kurdistán | 1-2 | Túnez | Estadio Internacional Faisal Al-Husseini, Al-Ram |  |
| 17:00              |           |     |       |                                                  |  |

| 22 de mayo de 2012 | Palestina | 2-1     | Indonesia | Estadio Hussein Bin Ali, Hebrón |  |
| 19:00              |           | Reporte |           |                                 |  |

### Final
| 24 de mayo de 2012 | Túnez | 0-0 (t. s.)(3-4 p.) | Palestina | Estadio Internacional Dora, Hebrón |                                 |
| 15:30              |       | Reporte             |           | Asistencia: 15.000 espectadores    | Asistencia: 15.000 espectadores |

## Goleadores
| 3 goles - Krzan Wamang Abdullah - Khaldoun Al-Halman | 2 goles - Fahed Attal - Alaa Ben Said |

## Clasificación final
1. Palestina
2. Tunéz sub-20
3. Kurdistán
4. Indonesia
5. Jordania sub-22
6. Pakistán sub-22
7. Vietnam sub-19
8. Sri Lanka
9. Mauritania